# Peperomia circinnata
Peperomia circinnata là một loài thực vật có hoa trong họ Hồ tiêu. Loài này được Link miêu tả khoa học đầu tiên năm 1820.